# Aleksej Balabanov
Aleksej Balabanov (russisk: Алeксeй Oктябpинoвич Балабанoв) (født 25. februar 1959 i Jekaterinburg i Sovjetunionen, død 18. maj 2013 i Sestroretsk i Rusland) var en sovjetisk filminstruktør og manuskriptforfatter.

## Filmografi
- Stjastlivyje dni (Счастливые дни, 1991)[1][2]
- Zamok (Замок, 1994)
- Brat (Брат, 1997)
- Pro urodov i ljudej (Про уродов и людей, 1998)
- Brat 2 (Брат 2, 2000)
- Vojna (Война, 2002)
- Zjmurki (Жмурки, 2005)
- Mne ne bolno (Мне не больно, 2006)
- Gruz 200 (Груз 200, 2007)
- Morfij (Морфий, 2008)
- Kotjegar (Кочегар, 2010)